# Lunfardo

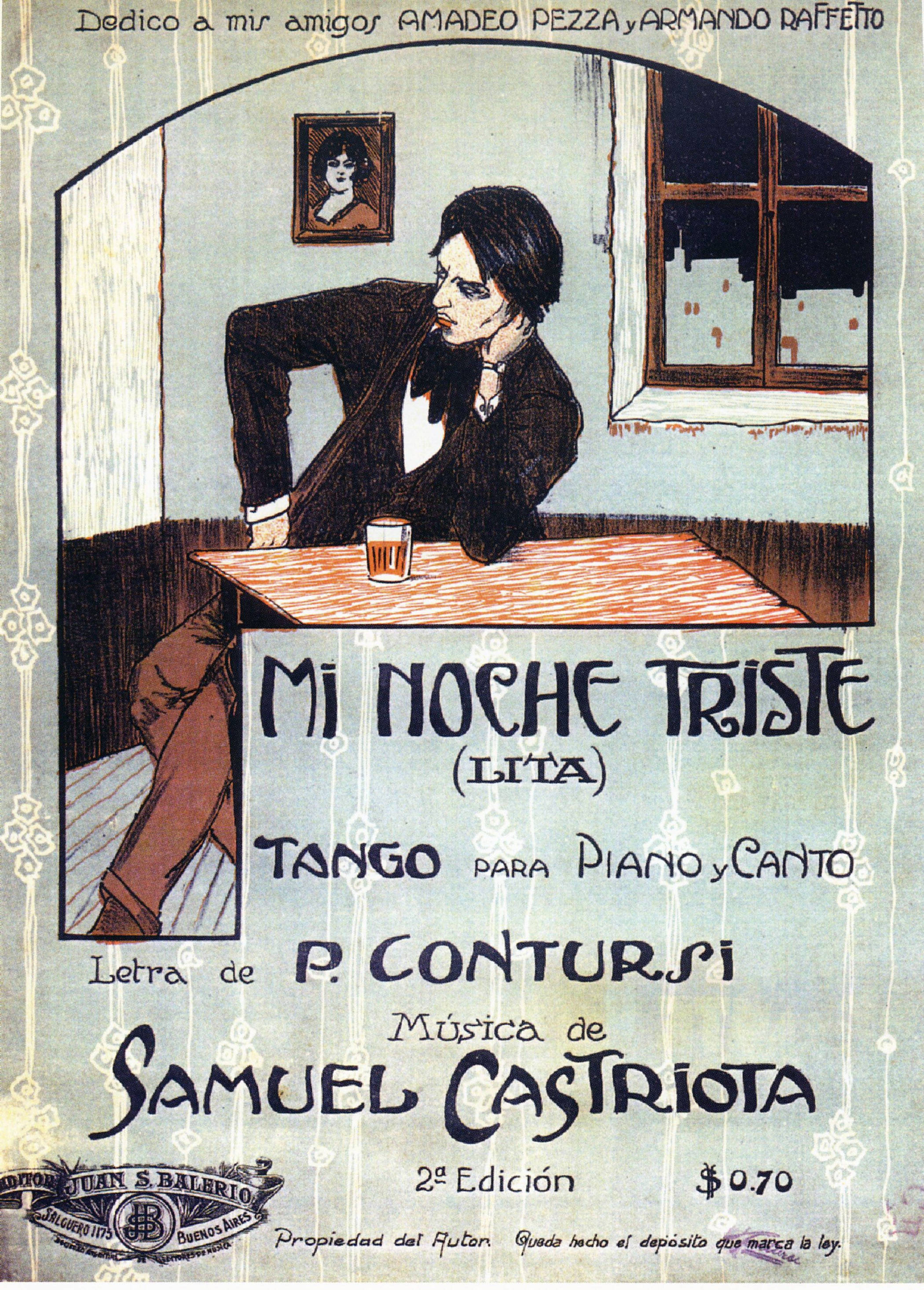
Mi noche triste.

Le lunfardo est un argot propre à la région du Río de la Plata — qui englobe les villes portuaires de Buenos Aires, en Argentine, et de Montevideo, en Uruguay — où il s’est développé durant la seconde moitié du XIXᵉ siècle, à la suite des vagues massives d’immigration européenne. Issu à l'origine des classes sociales les plus modestes, le lunfardo a fini par intégrer certains de ses mots dans le vocabulaire populaire argentin et uruguayen, et s’est progressivement diffusé dans les deux pays, notamment dans les villes portuaires partageant des caractéristiques sociales similaires.
Les immigrants européens, majoritairement italiens et espagnols, arrivaient en Argentine et en Uruguay à la recherche de meilleures conditions de vie. Le mélange de langues et de dialectes a donné naissance au lunfardo, ce qui explique pourquoi l’espagnol rioplatense comporte de nombreux emprunts à l’italien et présente une intonation similaire. Le lunfardo est également la langue du tango.

## Histoire

### Étymologie
Le mot « lunfardo » s'apparente à « lumbardo » (« lombard » en italien) qui fait référence à la langue régionale et aux habitants de Lombardie, province du nord de l'Italie. Or, jusqu'au début du XXe siècle, il est courant que les émigrés italiens désignent les délinquants par le vocable de lombardi.
Les explications avancées pour la dérive sémantique de ce mot et son cheminement jusqu'en Argentine et Uruguay varient légèrement selon les spécialistes. 
Une première hypothèse fait remonter la connotation péjorative aux invasions lombardes du début du Moyen Âge dans le nord de l'Italie[réf. nécessaire].
Selon d'autres spécialistes[Lesquels ?], le mot « lunfardo » ne proviendrait pas directement d'Italie mais plutôt d'Occitanie, car la mafia marseillaise était très active sur le Río de la Plata à la fin du XIXe siècle. 
Enfin, selon Otilia da Veiga, vice-présidente en 2011 de la Academia Porteña del Lunfardo (es), les Italiens de milieu social modeste considéraient les usuriers, prêteurs sur gage et banquiers, souvent d'origine lombarde, comme des voleurs.

### Origine
Le lunfardo est apparu à Buenos Aires et dans ses alentours durant la seconde moitié du XIXe siècle, avec les apports linguistiques et culturels des diverses immigrations européennes, notamment génois (par exemple le mot bacán, qui signifie "personne élegante") ; piémontais (linyera, "vagabond") ; caló (c'est-à-dire la culture tzigane d'Espagne, par exemple le mot choro, "voleur", ou gil, "idiot") ; parisienne (l'argot morfiler devienne le lunfardo morfar), etc. D’autres mots viennent de la culture argentine déjà présente avant l'immigration, c'est le vocabulaire du gaucho (comme pilcha, "linge", ou china, "femme de la campagne").
Les premiers chercheurs du vocabulaire issue de l'immigration du XIXe siècle furent des avocats, des agents de police et des agents pénitenciers. Ils avaient besoin de connaître le vocabulaire en raison de leur travail. Les plus importants furent Benigno Lugones, Luis María Drago, José Sixto Álvarez et Antonio Dellepiene. Pourtant, le vocabulaire du lunfardo inclut des mots du monde du travail, comme chata (charrette plate), corralón (entrepôt de matériaux de construction). Ou des mots de la vie quotidienne, comme pebete (enfant), ou conventillo (maison avec des chambres à louer). En fait, le lunfardo fut le vocabulaire qui permettait aux immigrants de communiquer entre eux. Si les premières poésies en lunfardo incluaient des références sexuelles, eschatologiques ou faisaient des récits des arnaques (cas homologue de l'argot parisien), toute de suite des poètes comme Celedonio Flores écrivirent sur les sujets les plus divers.

Une partie des mots et expressions de cet argot est passée dans la langue populaire et s'est diffusée dans le castillan parlé en Argentine et en Uruguay. D'abord utilisé par les délinquants et travailleurs, immigrants et créoles mélangés, dès les débuts du XXe siècle, le lunfardo commence à pénétrer toutes les couches de la société, que ce soit pour son usage fréquent ou pour sa présence dans les paroles de chansons du tango, ou pour ces deux motifs. Cet argot fut "correctement utilisé même par les personnes les plus cultivées".

## Morphologie et linguistique
Le lunfardo es un vocabulaire. La syntaxe, la accidents des mots, les conjugaisons, restent ceux de l'espagnol.
La prononciation est celle de l'espagnol du Río de la Plata.
Par exemple, le "g" français, comme le premier "g" dans "gigoló", devienne fricative palato-alvéolaire sourde /ʃ/. Il faudra donc prononcer, en lunfardo, "chigolo", pour ainsi dire.

## Le lunfardo auXXIesiècle
José Gobello affirme que le lunfardo était arrivé à sa forme définitive au début de la Grande Guerre (1914). Héctor Benedetti signale son importance jusqu'à l'âge d'or du tango. Oscar Conde élargit son importance jusqu'à nos jours, Ana Sebastian pense que le concept même de lunfardo est une erreur. Selon notre position théorique par rapport à la définition du lunfardo, nous pouvons considérer qu'il s'agit d'un cycle fermé ou que tout mot de la rue de Buenos Aires est encore lunfardo.

L'existence ou non du lunfardo au XXIe siècle dépend du point de vue.